# الآنسة كويزومي تحب الرامن
الآنسة كويزومي تحب الرامن (باليابانية: ラーメン大好き小泉さん، بالروماجي: Rāmen Daisuki Koizumi-san) (بالإنجليزية: Ms. Koizumi Loves Ramen Noodles)‏ هي سلسلة مانغا يابانية من تأليف ورسم نارو نارومي، نشرت من قبل تاكيشوبو [الإنجليزية] في مجلة مانغا لايف ستوريا، منذ 30 سبتمبر عام 2013. أنتجت إلى مسلسل أنمي تلفزيونية من قبل استوديو غوكومي واستوديو أكسيز، عرض الأنمي في 4 يناير عام 2018 واستمر عرضه حتى 22 مارس عام 2018، وتكون من 12 الحلقة.

## القصة
تدر أحداث القصة عن كويزومي هي طالبة المدرسة الثانوية جميلة، لكنها غامضة ولا تتواصل مع أي شخص. لكن زميلتها يو أوساوا تريد التعرف عليها أكثر، وتكتشف شغف كويزومي الكبير بالرامن. وبدأت في الإنضمام إلى كويزومي في بجولة في المدينة لتجربة نكهات جديدة ومحاولة تكوين صداقة.

## الشخصيات
كويزومي (باليابانية: 小泉، بالروماجي: Koizumi)
أداء صوتي: أيانا تاكيتاتسو
يو أوساوا (باليابانية: 大澤 悠، بالروماجي: Ōsawa Yū)
أداء صوتي: أياني ساكورا
ميسا ناكامورا (باليابانية: 中村 美沙، بالروماجي: Nakamura Misa)
أداء صوتي: أكاري كيتو
جون تاكاهاشي (باليابانية: 高橋 潤، بالروماجي: Takahashi Jun)
أداء صوتي: يومي هارا
شو أوساوا (باليابانية: 大澤 修، بالروماجي: Ōsawa Shū)
أداء صوتي: يويتشي ناكامورا
أياني أوساوا (باليابانية: 大澤 絢音، بالروماجي: Ōsawa Ayane)
أداء صوتي: كانا أويدا

## وصلات خارجية
- موقع الأنمي الرسمي باللغة اليابانية
- موقع الدراما التلفزيونية باللغة اليابانية
- الآنسة كويزومي تحب الرامن على موقع ANN manga (الإنجليزية)